# Selección femenina de fútbol de Bélgica
La selección femenina de fútbol de Bélgica representa a Bélgica en las competiciones internacionales de fútbol femenino. Jugó su primer partido internacional el 30 de mayo de 1976 contra la Selección femenina de fútbol de Francia, partido que ganó Bélgica por un gol a dos.
Participó en el Mundialito Femenino de 1984, celebrado en Italia, quedando clasificada en cuarto lugar.
Participó en tres torneos de la Eurocopa Femenina, siendo su mejor resultado llegar a los cuartos de final en la edición 2022.
Hasta el momento no ha logrado clasificarse para disputar la Copa Mundial Femenina de Fútbol, ni tampoco los juegos olímpicos.

## Resultados

### Copa Mundial
| Mundial Femenino,                      |                                                       |                                                       |                                                       |                                                       |                                                       |                                                       |                                                       |                                                       |
| Año                                    | Ronda                                                 | Posición                                              | PJ                                                    | PG                                                    | PE                                                    | PP                                                    | GF                                                    | GC                                                    |
| Italia 1970                            | No existía la selección femenina de fútbol de Bélgica | No existía la selección femenina de fútbol de Bélgica | No existía la selección femenina de fútbol de Bélgica | No existía la selección femenina de fútbol de Bélgica | No existía la selección femenina de fútbol de Bélgica | No existía la selección femenina de fútbol de Bélgica | No existía la selección femenina de fútbol de Bélgica | No existía la selección femenina de fútbol de Bélgica |
| México 1971                            | No existía la selección femenina de fútbol de Bélgica | No existía la selección femenina de fútbol de Bélgica | No existía la selección femenina de fútbol de Bélgica | No existía la selección femenina de fútbol de Bélgica | No existía la selección femenina de fútbol de Bélgica | No existía la selección femenina de fútbol de Bélgica | No existía la selección femenina de fútbol de Bélgica | No existía la selección femenina de fútbol de Bélgica |
| España 1972                            | No existía la selección femenina de fútbol de Bélgica | No existía la selección femenina de fútbol de Bélgica | No existía la selección femenina de fútbol de Bélgica | No existía la selección femenina de fútbol de Bélgica | No existía la selección femenina de fútbol de Bélgica | No existía la selección femenina de fútbol de Bélgica | No existía la selección femenina de fútbol de Bélgica | No existía la selección femenina de fútbol de Bélgica |
| Total                                  | 0/3                                                   | -                                                     | -                                                     | -                                                     | -                                                     | -                                                     | -                                                     | -                                                     |
| Mundialito Femenino                    |                                                       |                                                       |                                                       |                                                       |                                                       |                                                       |                                                       |                                                       |
| Taiwán 1981                            | No participó                                          | No participó                                          | No participó                                          | No participó                                          | No participó                                          | No participó                                          | No participó                                          | No participó                                          |
| Italia 1982                            | No participó                                          | No participó                                          | No participó                                          | No participó                                          | No participó                                          | No participó                                          | No participó                                          | No participó                                          |
| Italia 1984                            | Semifinal                                             | 4.º                                                   | 4                                                     | 1                                                     | 1                                                     | 2                                                     | 4                                                     | 7                                                     |
| Italia 1985                            | No participó                                          | No participó                                          | No participó                                          | No participó                                          | No participó                                          | No participó                                          | No participó                                          | No participó                                          |
| Italia 1986                            | No participó                                          | No participó                                          | No participó                                          | No participó                                          | No participó                                          | No participó                                          | No participó                                          | No participó                                          |
| Italia 1988                            | No participó                                          | No participó                                          | No participó                                          | No participó                                          | No participó                                          | No participó                                          | No participó                                          | No participó                                          |
| Total                                  | 1/6                                                   | 4.º                                                   | 4                                                     | 1                                                     | 1                                                     | 2                                                     | 4                                                     | 7                                                     |
| Torneo Invitación Femenino de la FIFA, |                                                       |                                                       |                                                       |                                                       |                                                       |                                                       |                                                       |                                                       |
| Taiwán 1987                            | No participó                                          | No participó                                          | No participó                                          | No participó                                          | No participó                                          | No participó                                          | No participó                                          | No participó                                          |
| China 1988                             | No participó                                          | No participó                                          | No participó                                          | No participó                                          | No participó                                          | No participó                                          | No participó                                          | No participó                                          |
| Total                                  | 0/2                                                   | -                                                     | -                                                     | -                                                     | -                                                     | -                                                     | -                                                     | -                                                     |
| Mundial Femenino de la FIFA            |                                                       |                                                       |                                                       |                                                       |                                                       |                                                       |                                                       |                                                       |
| China 1991                             | No se clasificó                                       | No se clasificó                                       | No se clasificó                                       | No se clasificó                                       | No se clasificó                                       | No se clasificó                                       | No se clasificó                                       | No se clasificó                                       |
| Suecia 1995                            | No se clasificó                                       | No se clasificó                                       | No se clasificó                                       | No se clasificó                                       | No se clasificó                                       | No se clasificó                                       | No se clasificó                                       | No se clasificó                                       |
| Estados Unidos 1999                    | No se clasificó                                       | No se clasificó                                       | No se clasificó                                       | No se clasificó                                       | No se clasificó                                       | No se clasificó                                       | No se clasificó                                       | No se clasificó                                       |
| Estados Unidos 2003                    | No se clasificó                                       | No se clasificó                                       | No se clasificó                                       | No se clasificó                                       | No se clasificó                                       | No se clasificó                                       | No se clasificó                                       | No se clasificó                                       |
| China 2007                             | No se clasificó                                       | No se clasificó                                       | No se clasificó                                       | No se clasificó                                       | No se clasificó                                       | No se clasificó                                       | No se clasificó                                       | No se clasificó                                       |
| Alemania 2011                          | No se clasificó                                       | No se clasificó                                       | No se clasificó                                       | No se clasificó                                       | No se clasificó                                       | No se clasificó                                       | No se clasificó                                       | No se clasificó                                       |
| Canadá 2015                            | No se clasificó                                       | No se clasificó                                       | No se clasificó                                       | No se clasificó                                       | No se clasificó                                       | No se clasificó                                       | No se clasificó                                       | No se clasificó                                       |
| Francia 2019                           | No se clasificó                                       | No se clasificó                                       | No se clasificó                                       | No se clasificó                                       | No se clasificó                                       | No se clasificó                                       | No se clasificó                                       | No se clasificó                                       |
| Australia y Nueva Zelanda 2023         | No se clasificó                                       | No se clasificó                                       | No se clasificó                                       | No se clasificó                                       | No se clasificó                                       | No se clasificó                                       | No se clasificó                                       | No se clasificó                                       |
| Total                                  | 0/9                                                   | -                                                     | -                                                     | -                                                     | -                                                     | -                                                     | -                                                     | -                                                     |
| Total global                           | 0/20                                                  | -                                                     | -                                                     | -                                                     | -                                                     | -                                                     | -                                                     | -                                                     |

### Juegos Olímpicos
| Fútbol en los Juegos Olímpicos |                 |                 |                 |                 |                 |                 |                 |                 |
| Atlanta 1996                   | No se clasificó | No se clasificó | No se clasificó | No se clasificó | No se clasificó | No se clasificó | No se clasificó | No se clasificó |
| Sídney 2000                    | No se clasificó | No se clasificó | No se clasificó | No se clasificó | No se clasificó | No se clasificó | No se clasificó | No se clasificó |
| Atenas 2004                    | No se clasificó | No se clasificó | No se clasificó | No se clasificó | No se clasificó | No se clasificó | No se clasificó | No se clasificó |
| Pekín 2008                     | No se clasificó | No se clasificó | No se clasificó | No se clasificó | No se clasificó | No se clasificó | No se clasificó | No se clasificó |
| Londres 2012                   | No se clasificó | No se clasificó | No se clasificó | No se clasificó | No se clasificó | No se clasificó | No se clasificó | No se clasificó |
| Río de Janeiro 2016            | No se clasificó | No se clasificó | No se clasificó | No se clasificó | No se clasificó | No se clasificó | No se clasificó | No se clasificó |
| Tokio 2020                     | No se clasificó | No se clasificó | No se clasificó | No se clasificó | No se clasificó | No se clasificó | No se clasificó | No se clasificó |
| París 2024                     | No se clasificó | No se clasificó | No se clasificó | No se clasificó | No se clasificó | No se clasificó | No se clasificó | No se clasificó |

### Eurocopa Femenina
| Campeonato de Europa Femenino (No oficial) |                                                       |                                                       |                                                       |                                                       |                                                       |                                                       |                                                       |                                                       |
| Año                                        | Ronda                                                 | Posición                                              | PJ                                                    | PG                                                    | PE                                                    | PP                                                    | GF                                                    | GC                                                    |
| Italia 1969                                | No existía la selección femenina de fútbol de Bélgica | No existía la selección femenina de fútbol de Bélgica | No existía la selección femenina de fútbol de Bélgica | No existía la selección femenina de fútbol de Bélgica | No existía la selección femenina de fútbol de Bélgica | No existía la selección femenina de fútbol de Bélgica | No existía la selección femenina de fútbol de Bélgica | No existía la selección femenina de fútbol de Bélgica |
| Italia 1979                                | No participó                                          | No participó                                          | No participó                                          | No participó                                          | No participó                                          | No participó                                          | No participó                                          | No participó                                          |
| Total                                      | 0/2                                                   | -                                                     | -                                                     | -                                                     | -                                                     | -                                                     | -                                                     | -                                                     |
| Campeonato de Europa Femenino              |                                                       |                                                       |                                                       |                                                       |                                                       |                                                       |                                                       |                                                       |
| Año                                        | Ronda                                                 | Posición                                              | PJ                                                    | PG                                                    | PE                                                    | PP                                                    | GF                                                    | GC                                                    |
| Sin sede 1984                              | No se clasificó                                       | No se clasificó                                       | No se clasificó                                       | No se clasificó                                       | No se clasificó                                       | No se clasificó                                       | No se clasificó                                       | No se clasificó                                       |
| Noruega 1987                               | No se clasificó                                       | No se clasificó                                       | No se clasificó                                       | No se clasificó                                       | No se clasificó                                       | No se clasificó                                       | No se clasificó                                       | No se clasificó                                       |
| Alemania Federal 1989                      | No se clasificó                                       | No se clasificó                                       | No se clasificó                                       | No se clasificó                                       | No se clasificó                                       | No se clasificó                                       | No se clasificó                                       | No se clasificó                                       |
| Total                                      | 0/3                                                   | -                                                     | -                                                     | -                                                     | -                                                     | -                                                     | -                                                     | -                                                     |
| Eurocopa Femenina de la UEFA               |                                                       |                                                       |                                                       |                                                       |                                                       |                                                       |                                                       |                                                       |
| Dinamarca 1991                             | No se clasificó                                       | No se clasificó                                       | No se clasificó                                       | No se clasificó                                       | No se clasificó                                       | No se clasificó                                       | No se clasificó                                       | No se clasificó                                       |
| Italia 1993                                | No se clasificó                                       | No se clasificó                                       | No se clasificó                                       | No se clasificó                                       | No se clasificó                                       | No se clasificó                                       | No se clasificó                                       | No se clasificó                                       |
| Alemania 1995                              | No se clasificó                                       | No se clasificó                                       | No se clasificó                                       | No se clasificó                                       | No se clasificó                                       | No se clasificó                                       | No se clasificó                                       | No se clasificó                                       |
| Noruega y Suecia 1997                      | No se clasificó                                       | No se clasificó                                       | No se clasificó                                       | No se clasificó                                       | No se clasificó                                       | No se clasificó                                       | No se clasificó                                       | No se clasificó                                       |
| Alemania 2001                              | No se clasificó                                       | No se clasificó                                       | No se clasificó                                       | No se clasificó                                       | No se clasificó                                       | No se clasificó                                       | No se clasificó                                       | No se clasificó                                       |
| Inglaterra 2005                            | No se clasificó                                       | No se clasificó                                       | No se clasificó                                       | No se clasificó                                       | No se clasificó                                       | No se clasificó                                       | No se clasificó                                       | No se clasificó                                       |
| Finlandia 2009                             | No se clasificó                                       | No se clasificó                                       | No se clasificó                                       | No se clasificó                                       | No se clasificó                                       | No se clasificó                                       | No se clasificó                                       | No se clasificó                                       |
| Suecia 2013                                | No se clasificó                                       | No se clasificó                                       | No se clasificó                                       | No se clasificó                                       | No se clasificó                                       | No se clasificó                                       | No se clasificó                                       | No se clasificó                                       |
| Países Bajos 2017                          | Fase de grupos                                        | 10°                                                   | 3                                                     | 1                                                     | 0                                                     | 2                                                     | 3                                                     | 3                                                     |
| Inglaterra 2022                            | Cuartos de final                                      | 8°                                                    | 4                                                     | 1                                                     | 1                                                     | 2                                                     | 3                                                     | 4                                                     |
| Suiza 2025                                 | Fase de grupos                                        | -                                                     | 3                                                     | 1                                                     | 0                                                     | 2                                                     | 2                                                     | 8                                                     |
| Total                                      | 3/11                                                  | 10°                                                   | 10                                                    | 3                                                     | 1                                                     | 6                                                     | 8                                                     | 15                                                    |
| Total global                               | 3/16                                                  | 10°                                                   | 10                                                    | 3                                                     | 1                                                     | 6                                                     | 8                                                     | 15                                                    |

## Jugadoras

### Última convocatoria
Jugadoras convocadas para la Eurocopa Femenina 2025.
Entrenador:  Elísabet Gunnarsdóttir
| No. | Pos. | Jugadora              | Fecha de nacimiento (edad)         | Apa. | Goles | Club            |
| --- | ---- | --------------------- | ---------------------------------- | ---- | ----- | --------------- |
| 1   | POR  | Nicky Evrard          | 26 de mayo de 1995 (30 años)       | 73   | 0     | PSV Eindhoven   |
| 12  | POR  | Femke Bastiaen        | 11 de abril de 2001 (24 años)      | 0    | 0     | Utrecht         |
| 21  | POR  | Lisa Lichtfus         | 28 de diciembre de 1999 (25 años)  | 18   | 0     | Le Havre        |
|     |      |                       |                                    |      |       |                 |
| 2   | DEF  | Davina Philtjens      | 26 de febrero de 1989 (36 años)    | 127  | 0     | Sassuolo        |
| 4   | DEF  | Amber Tysiak          | 26 de enero de 2000 (25 años)      | 40   | 5     | West Ham United |
| 11  | DEF  | Janice Cayman         | 12 de octubre de 1988 (36 años)    | 163  | 48    | Leicester City  |
| 16  | DEF  | Zenia Mertens         | 27 de abril de 2001 (24 años)      | 6    | 0     | OH Leuven       |
| 17  | DEF  | Jill Janssens         | 3 de octubre de 2003 (21 años)     | 39   | 3     | Hoffenheim      |
| 18  | DEF  | Isabelle Iliano       | 2 de marzo de 1997 (28 años)       | 13   | 0     | Club YLA        |
| 19  | DEF  | Sari Kees             | 17 de febrero de 2001 (24 años)    | 39   | 5     | Leicester City  |
| 22  | DEF  | Laura Deloose         | 18 de junio de 1993 (32 años)      | 105  | 4     | Anderlecht      |
|     |      |                       |                                    |      |       |                 |
| 5   | MED  | Sarah Wijnants        | 13 de octubre de 1999 (25 años)    | 41   | 3     | Anderlecht      |
| 6   | MED  | Tine De Caigny        | 9 de junio de 1997 (28 años)       | 109  | 42    | Anderlecht      |
| 8   | MED  | Jarne Teulings        | 11 de enero de 2002 (23 años)      | 24   | 2     | Feyenoord       |
| 10  | MED  | Justine Vanhaevermaet | 29 de abril de 1992 (33 años)      | 74   | 9     | Everton         |
| 13  | MED  | Elena Dhont           | 27 de marzo de 1998 (27 años)      | 42   | 4     | Sassuolo        |
| 20  | MED  | Marie Detruyer        | 13 de enero de 2004 (21 años)      | 27   | 3     | Inter de Milán  |
| 23  | MED  | Kassandra Missipo     | 3 de febrero de 1998 (27 años)     | 72   | 2     | Sassuolo        |
|     |      |                       |                                    |      |       |                 |
| 3   | DEL  | Ella Van Kerkhoven    | 20 de noviembre de 1993 (31 años)  | 30   | 16    | Feyenoord       |
| 7   | DEL  | Hannah Eurlings       | 1 de enero de 2003 (22 años)       | 41   | 6     | OH Leuven       |
| 9   | DEL  | Tessa Wullaert        | 19 de marzo de 1993 (32 años)      | 146  | 93    | Inter de Milán  |
| 14  | DEL  | Jassina Blom          | 3 de septiembre de 1994 (30 años)  | 42   | 11    | Tenerife        |
| 15  | DEL  | Mariam Toloba         | 20 de septiembre de 1999 (25 años) | 10   | 2     | Standard Lieja  |

### Jugadoras con más goles
| # | Nombre            | Período       | Goles |
| - | ----------------- | ------------- | ----- |
| 1 | Tessa Wullaert    | 2011-presente | 93    |
| 2 | Janice Cayman     | 2007-presente | 48    |
| 3 | Tine De Caigny    | 2014-presente | 42    |
| 4 | Aline Zeler       | 2005-2019     | 29    |
| 5 | Femke Maes        | 1996-2009     | 25    |
| 6 | Kristel Verelst   | 1998-2009     | 18    |
| 7 | Christine Saelens | 1993-2003     | 13    |
| 8 | Cecile Carnol     | 1996-2003     | 12    |
| 9 | Davina Philtjens  | 2008-presente | 10    |

Actualizado al 20 de febrero de 2020.

### Jugadoras con más participaciones
| # | Nombre             | Período       | Participaciones |
| - | ------------------ | ------------- | --------------- |
| 1 | Janice Cayman      | 2007-presente | 163             |
| 2 | Aline Zeler        | 2005-2019     | 111             |
| 3 | Tessa Wullaert     | 2011-presente | 146             |
| 4 | Julie Biesmans     | 2011-2023     | 104             |
| 5 | Heleen Jaques      | 2007-2020     | 97              |
| 6 | Maud Coutereels    | 2005-presente | 89              |
| 7 | Femke Maes         | 1996-2009     | 86              |
| 7 | Davina Philtjens   | 2008-presente | 86              |
| 8 | Nadia Dermul       | 1990-2007     | 61              |
| 9 | Dorine Delombaerde | 1983-1996     | 60              |
| 9 | Wendy Migom        | 1995-2005     | 60              |

Actualizado al 20 de febrero de 2020.

### Jugadoras emblemáticas
- Marijke Callebaut
- Femke Maes
- Sophie Mannaert
- Ann Noë
- Ingrid Vanherle